# ズリチーン

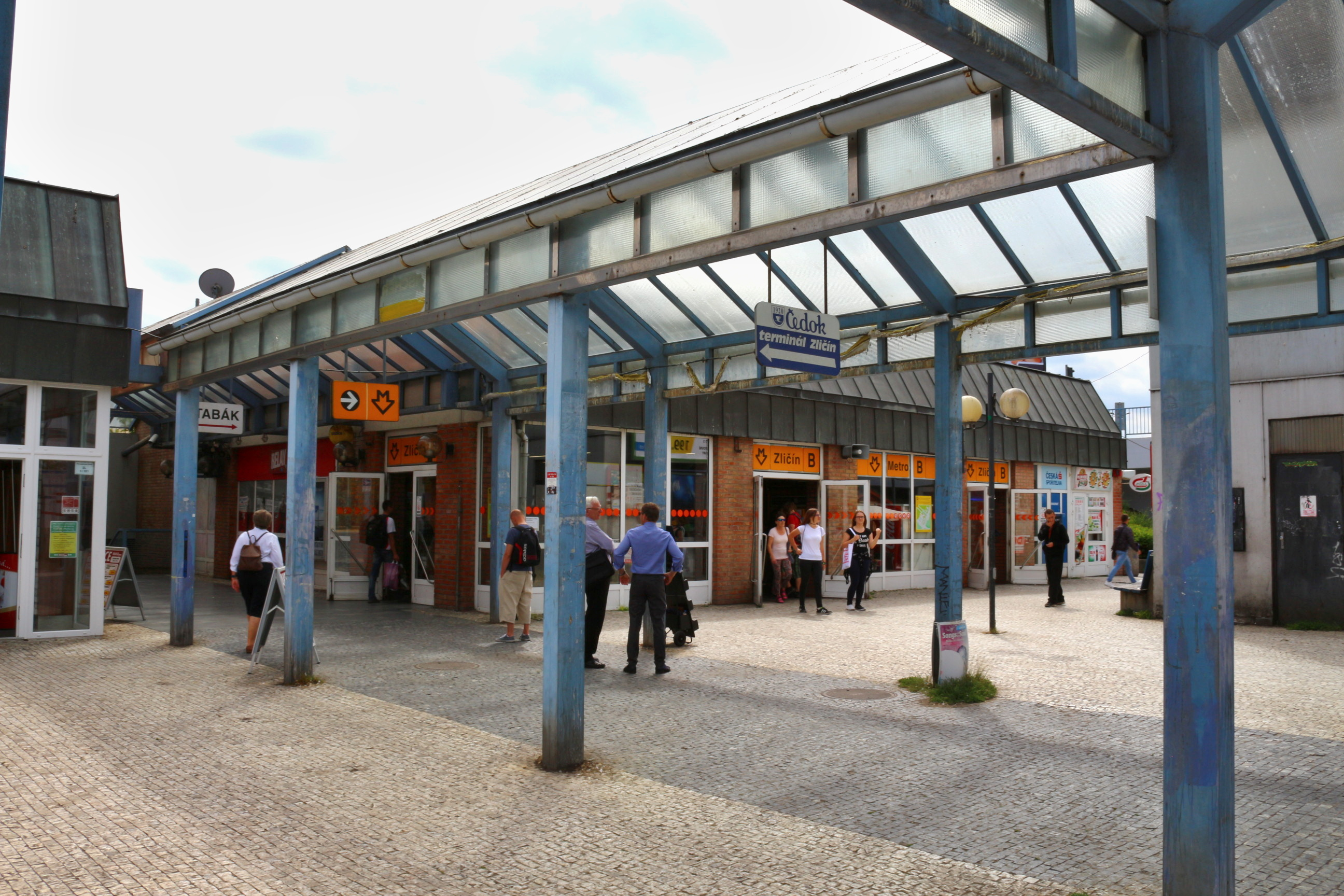
ズリチーン駅

ズリチーン (Zličín) はプラハ西部の地名、自治体である。かつてプラハ5区の一部であったが、1990年の行政改革によってソビーンやトルシェボニツェの北部を含む区域に再編された。行政区分としては隣接するルジェピと共にプラハ17区となる。
ズリチーンにはプラハ地下鉄B線の終着駅ズリチーン駅と、隣接するバスターミナルがある。町はプラハ郊外や近隣のヴァーツラフ・ハヴェル・プラハ国際空港への中継地として賑わいを見せ、映画館やショッピングセンターなどの郊外型商業施設が立ち並ぶ。
ズリチーンを拠点とするスポーツチームには、サッカーチームのFCズリチーンがある。FCズリチーンは2009-10シーズンのプラハリーグで優勝している。